# Villa Goethestraße 13 (Dresden)

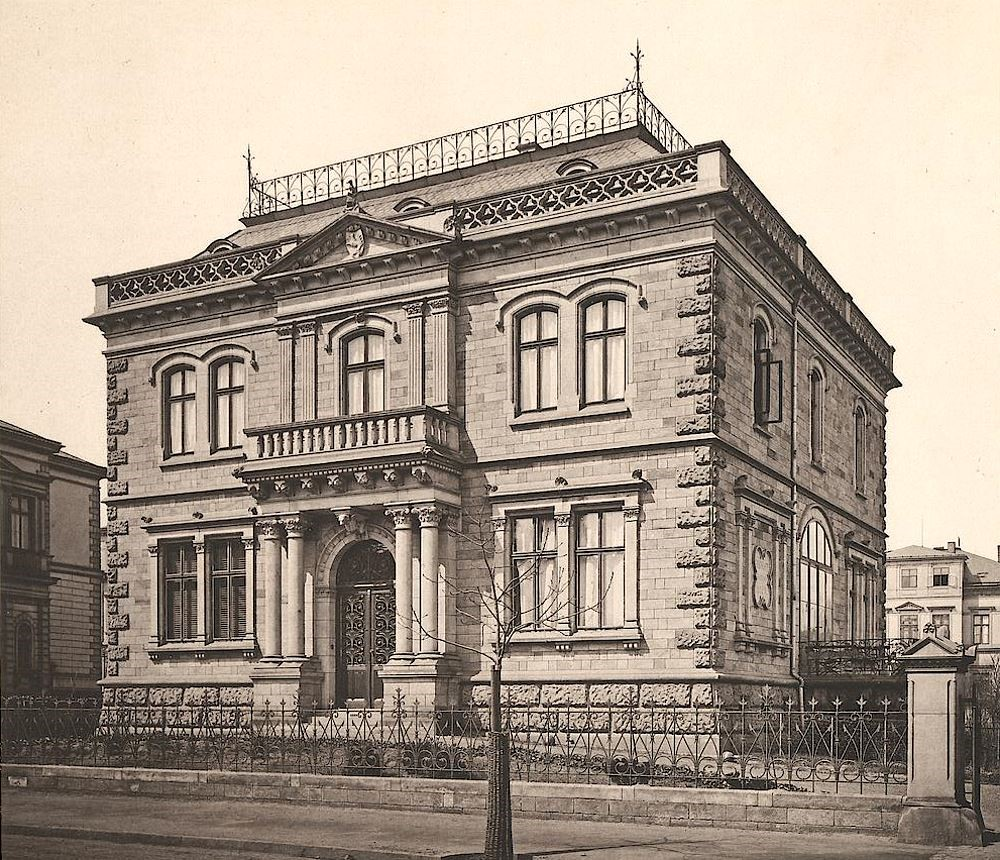
Villa Goethestraße 13

Die Villa Goethestraße 13 (heute Gret-Palucca-Straße) in Dresden wurde 1869 bis 1870 von August Pieper erbaut und 1945 zerstört. Obwohl das Gebäude in der Form seines Grund- und Aufrisses auf der historistischen Semper-Nicolai-Schule und dem Stil der italienischen Renaissance fußte, wurden hier auch historistisch neogotische Formenelemente verwendet. Die Kombination einander ausschließender Formenelemente der Renaissance mit denen der Gotik war „zu jener Zeit in Dresden nicht üblich“.

## Beschreibung
Es handelte sich um einen reinen Sandsteinbau, mit einer bossierten Sockelgeschosszone, gequaderten Wänden und Eckrustika. Das Gebäude war zwei Geschosse hoch und hatte eine Frontlänge von fünf Fensterachsen, die symmetrisch angeordnet waren. Die fünfachsige Fassade hatte einen Risaliten in der Mitte, der eine Frontlänge von einer Fensterachse hatte und wo sich der Haupteingang befand. Der Haupteingang wurde von gekoppelten Säulen flankiert, die einen über dem Eingang befindlichen Balkon trugen. Die zu beiden Seiten des Eingangs stehenden Säulen und Pilaster zeigten gotisierende Kapitelle. Den Risaliten krönte ein dreieckiger Ziergiebel. Den oberen Abschluss der Villa bildete ein Walmdach, auf dem eine breite Aussichtsplattform war. Das Walmdach umgab auf allen vier Seiten eine Attika mit gotisierenden Vierpässen, die auf dem weit hervorkragenden Kranzgesims ruhte.
1945 zerstört wurde ab 1947 das Grundstück mit Trümmerschutt aus der Großflächenenttrümmerung überschüttet und heute, obwohl als Flurstück noch vorhanden (Altstadt I, Flurstück 278 n), nach außen nicht mehr erkennbar.<--Stand 2022, Quelle: Themenstadtplan Dresden.-->